# HD 17156 b
HD 17156 b ist ein Exoplanet, der den gelben Unterriesen HD 17156 alle 21,2 Tage umkreist. Er wurde von Debra Fischer et al. im Jahr 2007 mit Hilfe der Radialgeschwindigkeitsmethode entdeckt.
Der Planet umkreist seinen Stern in einer Entfernung von ca. 0,15 Astronomischen Einheiten bei einer Exzentrizität von 0,67 und hat eine Mindestmasse von ca. 3,1 Jupitermassen (ca. 980 Erdmassen).